# Crus de cognac

Carte simplifiée des zones de production du cognac

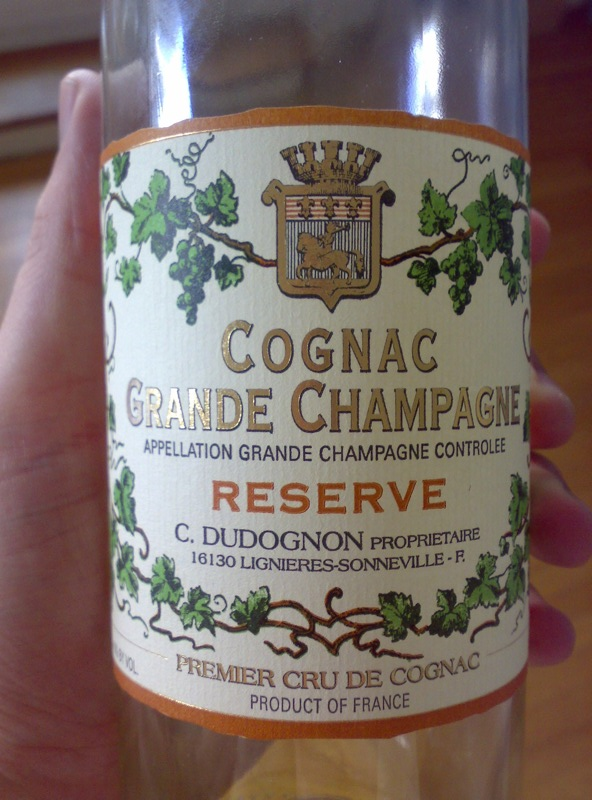
Grande Champagne

Le cognac est une boisson alcoolisée. Il est obtenu par distillation de vin blanc.

## Zones de production
La zone d'appellation contrôlée des eaux-de-vie de cognac est fixée par un décret du 1er mai 1909, à partir des caractéristiques des sols définies par le géologue Henri Coquand en 1860.
Depuis 1938, elle est composée de six différents crus :
- La Grande Champagne, qui produit les plus fines eaux-de-vie de cognac. Celles-ci sont produites sur une zone de 34 703 hectares, laquelle est consacrée à 17 % à la production, dont le cœur est la petite ville de Segonzac, en Charente. La Grande Champagne est exclusivement située dans ce département.

- La Petite Champagne, une zone géographique de 66 000 hectares environ, dont environ 15 000 consacrés aux vignes destinées au cognac. Elle se situe à cheval sur les départements de Charente et Charente-Maritime.

Les principales villes de la zone sont Barbezieux (Charente), Archiac et Jonzac (Charente-Maritime).
Dans l'ordre d'importance des crus de cognac, la Petite Champagne est située en deuxième position, derrière la Grande Champagne. De caractéristiques proches, les cognacs de Petite Champagne sont toutefois considérés comme d'une qualité moindre. Géologiquement parlant, cette zone de production est en effet composée de couches de calcaire moins épaisses qu'en Grande Champagne.
L’appellation Cognac Fine Champagne Contrôlée détermine des eaux-de-vie issues exclusivement de Grande Champagne et de Petite Champagne avec au moins 50 % de Grande Champagne.
- Les Borderies : petite aire de production de 12 500 hectares autour du village de Burie. La maturation des crus y est plus rapide qu'en Grande et Petite Champagne.

- Les Fins Bois se situent à la périphérie des trois zones précédentes. C'est ici qu'est produite la majeure partie des vins (42 %).

- Les Bons Bois, encore plus éloignés de Cognac. On parle ici de goût de terroir.

- Les Bois Ordinaires. Dans cette vaste zone de 260 000 hectares, seuls 1,5 % sont consacrés au cognac. On les retrouve aussi bien à proximité de l'océan Atlantique que proches des Deux-Sèvres ou de la Dordogne.

Depuis 1993, un certificat d’agrément délivré par l'Institut national des appellations d'origine (après vérification des conditions de production) est requis pour mettre les boissons en circulation à la vente.